# Alophoixus ruficrissus
Alophoixus ruficrissus — вид горобцеподібних птахів родини бюльбюлевих (Pycnonotidae). Мешкає на Калімантані. Раніше вважався підвидом бурого бюльбюля-бороданя.

## Підвиди
Виділяють три підвиди:
- A. r. meratusensis Shakya et al., 2020 — південний схід острова (гори Мератус[en];
- A. r. fowleri (Amadon & Harrisson, 1957) — гори Калімантану (за винятком північного сходу);
- A. t. ruficrissus (Sharpe, 1879) — гори на північному сході острова (Сабах).

## Поширення і екологія
Alophoixus ruficrissus живуть в гірських тропічних лісах Калімантану. Зустрічаються на висоті до 2650 м над рівнем моря.